# 奥赫特苏姆
奥赫特苏姆（德語：Ochtersum）是德国下萨克森州的一个市镇。总面积10.82平方公里，总人口925人，其中男性459人，女性466人（2011年12月31日），人口密度85人/平方公里。